# DeRidder
DeRidder ist eine Stadt (mit dem Status „City“) und Verwaltungssitz des Beauregard Parish im US-amerikanischen Bundesstaat Louisiana. Im Norden erstreckt sich das Stadtgebiet zu einem kleinen Teil bis in das Vernon Parish. Das U.S. Census Bureau hat bei der Volkszählung 2020 eine Einwohnerzahl von 9.852 ermittelt.

## Geografie
DeRidder liegt im Westen Louisianas, etwa 25 km östlich des die Grenze zu Texas bildenden Sabine River. Die geografischen Koordinaten von DeRidder sind 30°50′47″ nördlicher Breite und 93°17′21″ westlicher Länge. Das Stadtgebiet erstreckt sich über eine Fläche von 22 km².
Benachbarte Orte von DeRidder sind Rosepine (8,4 km nördlich), Sugartown (28,2 km östlich), Longville (30,8 km südlich) und Merryville (30,4 km westsüdwestlich).
Die nächstgelegenen größeren Städte sind Shreveport (224 km nördlich), Louisianas Hauptstadt Baton Rouge (240 km ostsüdöstlich), Louisianas größte Stadt New Orleans (362 km in der gleichen Richtung), Lafayette (171 km südöstlich), Beaumont in Texas (133 km südwestlich) und Texas’ größte Stadt Houston (267 km in der gleichen Richtung).

## Verkehr
Im Stadtgebiet von DeRidder treffen der U.S. Highway 171 und der U.S. Highway 190 sowie die Louisiana Highways 27, 112 und 26 an dessen nordwestlichen Endpunkt zusammen. Alle weiteren Straßen sind untergeordnete Landstraßen, teils unbefestigte Fahrwege sowie innerörtliche Verbindungsstraßen.
Durch DeRidder verläuft eine Eisenbahnstrecke der Kansas City Southern. Von dieser zweigt eine Strecke der zu den Watco Companies gehörenden Timber Rock Railroad, einer Class III-Eisenbahngesellschaft, in westlicher Richtung ab.
Mit dem Beauregard Regional Airport befindet sich am westlichen Stadtrand ein kleiner Flugplatz. Die nächsten Großflughäfen sind der Louis Armstrong New Orleans International Airport (348 km ostsüdöstlich) und der George Bush Intercontinental Airport in Houston (254 km westsüdwestlich).

## Geschichte
Die Stadt wurde nach Ella De Ridder, der Schwägerin des Eisenbahnmagnaten Jan De Goeijen, benannt.
Das erste Haus der späteren Stadt wurde 1893 errichtet. 1896 wurde mit dem Eisenbahnbau in der Gegend begonnen und zwei Jahre später fuhren die ersten Züge. Die sich aus einer Siedlung für Eisenbahnbauarbeiter entwickelnde Stadt wurde 1903 als selbstständige Kommune inkorporiert.

## Bevölkerung
Nach der Volkszählung im Jahr 2010 lebten in DeRidder 10.578 Menschen in 4161 Haushalten. Die Bevölkerungsdichte betrug 480,8 Einwohner pro Quadratkilometer. In den 4161 Haushalten lebten statistisch je 2,46 Personen.
Ethnisch betrachtet setzte sich die Bevölkerung zusammen aus 59,6 Prozent Weißen, 33,4 Prozent Afroamerikanern, 0,9 Prozent amerikanischen Ureinwohnern, 1,5 Prozent Asiaten, 0,1 Prozent Polynesiern sowie 1,0 Prozent aus anderen ethnischen Gruppen; 3,5 Prozent stammten von zwei oder mehr Ethnien ab. Unabhängig von der ethnischen Zugehörigkeit waren 4,5 Prozent der Bevölkerung spanischer oder lateinamerikanischer Abstammung.
26,6 Prozent der Bevölkerung waren unter 18 Jahre alt, 59,6 Prozent waren zwischen 18 und 64 und 13,8 Prozent waren 65 Jahre oder älter. 52,3 Prozent der Bevölkerung war weiblich.

Das mittlere jährliche Einkommen eines Haushalts lag bei 39.963 USD. Das Pro-Kopf-Einkommen betrug 21.501 USD. 20,9 Prozent der Einwohner lebten unterhalb der Armutsgrenze.

## Bekannte Bewohner
- Chris Cagle (* 1968) – Country-Sänger[7] – geboren in DeRidder
- Rusty Hamer (1947–1990) – Schauspieler[8] – lebte zuletzt in DeRidder und starb hier
- Jennifer Weiner (* 1970) – Schriftstellerin, Fernsehproduzentin und Journalistin[9] – geboren in DeRidder